# Gloster F.9/37
Le Gloster F.9/37 était un chasseur lourd bimoteur armé de canons conçu à la suite d'un appel d'offres de la Royal Air Force durant la Seconde Guerre mondiale. Bien qu'il soit au départ favorisé, le Gloster F.9/37, qui devait recevoir la désignation Gloster G.39, ne put rivaliser avec ses concurrents aux conceptions plus travaillés.

## Conception et développement
Le F.9/37 fut dessiné par Georges Carter (en) pour répondre aux Spécifications F.9/37 (d'où son nom) de la RAF, c'est-à-dire un chasseur monoplace pouvant recevoir un armement de quatre mitrailleuses M1919 Browning de calibre 0.303 (7,7 mm) et deux canons Hispano-Suiza HS-404 de 20 mm.

## Tests
Un prototype (N° de série : L7999) motorisé par deux moteurs en étoile Taurus T-S(a) de 1 060 ch vola pour la première fois le 3 avril 1939. Le F.9/37 démontra d'excellentes performances dont une vitesse de pointe de 580 km/h qui en faisait le chasseur britannique le plus rapide de la période. Les tests en vol révélèrent que le prototype était très manœuvrable et était un « plaisir à faire voler ». 
Cependant, à la suite d'un accident à l'atterrissage qui l'endommagea grièvement en juillet 1939, il fut re-motorisé, en 1940, avec des moteurs moins performants Taurus T-S(a)-III de 900 ch. Le second prototype (L8002), équipé de moteurs Rolls-Royce Peregrine I à refroidissement liquide, vola le 22 février 1940, sans présenter d'amélioration de performance significative.
La Gloster Company présenta un projet basé sur le F.9/37, avec une tourelle dorsale à quatre mitrailleuses (similaire à celle du Boulton Paul Defiant) et un radar d'interception, pour répondre à une seconde spécification de la RAF pour un chasseur de nuit. Ce projet fut bien accueilli par le Air Staff, qui voyait en lui un modèle bien supérieur au Bristol Beaufighter et le Air Ministry ordonna qu'un F.9/37 soit converti suivant ces nouvelles spécifications.
Officieusement connu sous le nom de « Gloster Reaper » (en anglais, reaper correspond à « faucheuse », l'allégorie de la Mort), le projet fut stoppé à l'étape de maquette en raison de la nécessité de la compagnie de se concentrer sur des projets d'avions à réaction dont la date de mise en service prévue était 1942, ce qui rendait le F.9/37 obsolète. En réalité, le Gloster Meteor n'entra en service qu'en juillet 1944. Dans ce cadre, le Reaper et le F.9/37 furent écartés pour laisser la place au de Havilland DH.98 Mosquito.

## Variantes
- Gloster F.9/37 : (devait recevoir la désignation Gloster G.39) Prototype de chasseur lourd monoplace bimoteur.
- Gloster F.9/37 The Reaper : Prototype de chasseur de nuit bimoteur biplace.

## Avions Comparables
de Havilland DH.98 Mosquito
 Focke-Wulf Fw 187
 Westland Whirlwind
 Westland Welkin